# Leopoldo II, Duque da Áustria
Leopoldo II (1328 — 10 de agosto de 1344) foi filho do duque Otão I da Áustria e de Isabel da Baviera. Foi duque da Áustria conjuntamente com o seu irmão, Frederico, após a morte do pai, mas faleceu antes de chegar à maioridade.
Os filhos de Otto por sua primeira esposa, Elizabeth da Baviera, filha de Stephen I, duque da Baviera por seu casamento com Jutta de Schweidnitz, após a morte de seu pai em 1339, Leopold e seu irmão  Frederico II (1327–1344) eram ambos duques titulares da Áustria, mas ambos morreram antes da maioridade.